# Majk Johansen

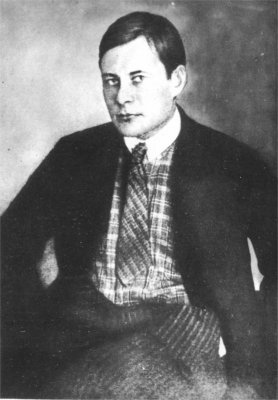
Majk Johansen, koniec lat 20. XX w.

Mychajło (Majk) Herwasijowycz Johansen, ukr. Михайло (Майк) Гервасійович Йогансен, (ur. 28 października 1895 w Charkowie, zm. 27 października 1937 w Kijowie) – ukraiński poeta, prozaik, tłumacz, teoretyk literatury, językoznawca. Jeden z przedstawicieli rozstrzelanego odrodzenia.

## Życiorys
Dobre wykształcenie (gimnazjum, a następnie Uniwersytet Charkowski) zapewnił mu ojciec Gervasius Johansen wywodzący się z miasta Ekawa w Łotwie, który przeniósł się do Charkowa, gdzie nauczał języka niemieckiego. Jego pochodzenie (szwedzkie, duńskie) było tematem autorskich mistyfikacji, jednak w dokumentach przyznawał się do pochodzenia niemieckiego.   
Wykształcenie filologiczne Johansen zwieńczył doktoratem na katedrze językoznawstwa Uniwersytetu Charkowskiego. W momencie zakończenia Uniwersytetu znał grekę i łacinę, angielski, niemiecki, włoski, hiszpański, francuski, uczył się języków skandynawskich i słowiańskich. Był utalentowanym lingwistą, co nie przeszkadzało mu rozwijać talentów technicznych oraz sportowych. 
Polityka prowadzona przez Denikina w 1919 r. oraz okrucieństwa dokonywane przez oddziały Murawjowa doprowadziły do przełomu w światopoglądzie Johansena. Odtąd poeta zaczyna pisać wyłącznie w języku ukraińskim i deklaruje się jako marksista. Około 1920 r. wiąże się z Wasylem Ellanem-Błakytnym, Mykołą Chwylowym, Pawło Tyczyną, Wołodymyrem Sosiurą i innymi młodymi charkowskimi pisarzami – tworzy razem z nimi manifesty „ukraińskiej literatury proletariackiej”, almanachy Szlachy mystectwa i Literaturnyj jarmarok, zbiorek Żowteń, pierwszą organizację ukraińskich pisarzy proletariackich – Hart (1922). Od 1925 r. staje się jednym ze współfundatorów WAPLITE (Wilna Akademija Prołetarśkoji Literatury), za działalność w której ciężko później odpokutuje. Po likwidacji WAPLITE Johansen staje na czele organizacji literackiej Techno-mystećka Hrupa-A, którą stworzył wraz z Jurijem Smołyczem i Ołeksijem Slisarenką. Grupa ta gromadziła pisarzy, którzy opuścili WAPLITE. Swoje utwory – łącznie w ciągu 17 lat aktywności literackiej wydał 8 tomików wierszy, 10 książek prozatorskich (głównie zbiorów opowiadań), 4 książki dla dzieci oraz 2 prace literaturoznawcze. Publikował w czasopiśmie Uniwersalnyj Żurnal (ukr. Універсальний журнал).
W pierwszej połowie lat 20. używał w publikacjach pełnego imienia i nazwiska Mychajło Johansen (ukr. Михайло Йогансен). W drugiej połowie dekady zaczął stosować pseudonim Majk (Mike) będący skrótem od angielskiego wariantu jego imienia. W ankiecie biograficznej na pytanie: "Dlaczego poprzednio nazywał się Pan Mychajło, a teraz Majk?", odpowiedział: "Bo nic na tym świecie nie jest wieczne". 
18 sierpnia 1937 r. Johansen został aresztowany przez NKWD pod zarzutem terrorystycznej konspiracji rzekomo prowadzonej od 1932 r. i przygotowania powstania przeciw władzy sowieckiej. Jego sprawę sprokurował Połowecki, a zatwierdził wicenaczelnik charkowskiej NKWD Reichman. Wyrok śmierci ogłoszono na zamkniętym posiedzeniu Wojskowego Kolegium Sądu Najwyższego ZSRR 26 października. Dzień później został rozstrzelany, a jego majątek skonfiskowany. Symboliczna mogiła pisarza znajduje się na Cmentarzu Łukianowskim w Kijowie.

## Twórczość
W 1921 roku debiutował w antologii Na społoch (ukr. На сполох). W tym samym roku opublikowano  jego pierwszy tomik poetycki D’hori (ukr. Д’горі (Wseukrlitkom, Charków 1921, 24 str.). Debiutował jako ukształtowany poeta, pisząc w manierze romantycznej. Los dał temu samodzielnemu mistrzowi niewiele czasu dla nabrania literackiej pewności siebie. Przeczuwając to, poeta intensywnie pracował i zdążył pozostawić po sobie siedem zbiorków poezji. Oprócz D’hori, następujące: Rewolucija (1923), Krokoweje kolo (1923), Prolog do komuny (1924), Dorobok (1924), Jasen (1929), Poeziji (1933) [ukr. Революція (1923), Кроковеє коло (1923) Пролог до комуни (1924), Доробок (1924), Ясен (1929), Поезії (1933). Jednocześnie intensywnie pracował w dziedzinie prozy – napisał zbiór opowiadań 17 Chwylyn) (ukr. 17 хвилин), a także powieści, z których jedynie urywki pojawiły się w czasopismach (Afryka, A. A. i inne). W prozie Johansen zapisał się jako eksperymentator. W powieści Podróż uczonego doktora Leonarda i jego przyszłej kochanki, przepięknej Alcesty, do Szwajcarii Słobodzkiej (pierwsza publikacja: 1928, pełne wydanie: 1932), połączył w urzekającą całość przygodę, humor, lirykę, esej i opis krajobrazów okolic Chersonia oraz Charkowa. Również jako teoretyk literatury pozostawił po sobie interesujący dorobek (Elementarni zakony wersyfikaciji; Jak buduwaty opowidanija). Jako krytyk literacki i lingwista, Johansen publikował w czołowych ukraińskich czasopismach i almanachach lat 20.
Sprawiedliwa była opinia o tym, że bogactwu słownika Johansena mógł dorównać chyba jedynie zasób słów Mykoły Bażana. Nie na darmo poeta uczył się w Uniwersytecie Charkowskim, który przyglądał się słowu jak poetyckiemu utworowi. Johansen zapisał się w ukraińskiej literaturze jako mistrz łączenia dźwięków, aliteracji, muzyki słowa.

## Wybrane dzieła
Poezja: 
- Д’горі / D’hori (1921)
- Революція / Rewolucija (1923)
- Кроковеє коло / Krokoweje kolo (1923)
- Пролог до комуни / Prołoh do komuny (1924)
- Доробок / Dorobok  (1924)
- 17 хвилин / 17 Chwylyn (1925)
- Ясен / Jasen (1929)
- Поезії / Poeziji (1923, 1933)
- Африка / Afryka
- Алло на хвилі 477: Ревю / Ałło na chwyli 477 (rewia operowa, 1929),
- Збірка вибраних віршів / Zbirka wybranych wirsziw (1930),
- Баляди про війну і відбудову / Baliady pro wijny ta widbudowu, 1933.
- Поезії / Poeziji (1933)

Proza i reportaże: 
- Життя Гая Сергійовича Шайби / Żyttia Haja Serhijowycza Szajby, (1931)
- Подорож ученого доктора Леонардо і його майбутньої коханки прекрасної Альчести у Слобожанську Швайцарію / Podoroż uczenoho doktora Leonardo i joho majbutn'oji kochanky prekrasnoji Alczesty u Słobożanśku Szwajcariju (1932),
- Три подорожі: (Нариси) / Try podorożi: Narysy, (1932).

Wybrane wydania współczesne na Ukrainie: 
- Твори: Поезiï / Twory: Poeziji (1989)
- Вибрані твори / Wybrani twory (2009).

Tłumaczenia na język polski: 
- Mike Johannsen, Podróż uczonego doktora Leonarda i jego przyszłej kochanki, przepięknej Alcesty, do Szwajcarii Słobodzkiej, przeł. Maciej Piotrowski, Wydawnictwo KEW, Wrocław 2023.
- Mike Johannsen [w:] Antologia poezji ukraińskiego modernizmu. Od Łesi Ukrainki do Bohdana-Ihora Antonycza, przeł. Adam Pomorski, Wydawnictwo KEW, Wrocław 2023.